# Francis Dolarhyde
Francis Dolarhyde è un personaggio immaginario, principale antagonista del romanzo Il delitto della terza luna, di Thomas Harris.
Nella trasposizione cinematografica del 1986 Manhunter - Frammenti di un omicidio è interpretato da Tom Noonan, in quella del 2002 Red Dragon da Ralph Fiennes, mentre nel 2015 è un personaggio della terza stagione della serie televisiva Hannibal con il volto di Richard Armitage.

## Profilo
Dolarhyde è un serial killer soprannominato "Fata dei denti" a causa dell'abitudine di mordere i corpi delle sue vittime. Dolarhyde prova avversione per il nomignolo e, nel corso del romanzo, lo dimostra uccidendo il giornalista che lo aveva usato. Nella versione italiana del libro e del secondo film, l'epiteto del personaggio è stato cambiato in "Lupo mannaro".
È affetto da crisi di identità multipla, e, dopo aver visto il dipinto Il grande drago rosso e la donna vestita col sole di William Blake, si riferisce al suo alter ego come "Il Grande Drago Rosso". Nella sua follia, è convinto di trovarsi nel corso di un'ascensione e trasformazione nel suo alter ego. Per questo motivo i suoi delitti, svolti in notti di luna piena, sono da lui considerati una sorta di rito che gli consentirà di trasformarsi compiutamente nel Grande Drago Rosso. Vi è tuttavia anche una componente sessuale nei suoi delitti: infatti compie atti di necrofilia sui cadaveri di sesso femminile e si masturba guardando i filmini amatoriali girati dalle famiglie che ha sterminato, film che ha avuto occasione di visionare grazie al suo lavoro in un laboratorio fotografico.
Soprannominato dai colleghi "Signor D." o semplicemente "D", è descritto nel romanzo come un uomo tra i 35 e i 40 anni, biondo e piuttosto alto. il killer è un culturista dotato di grande forza fisica e, nel romanzo, viene specificato che avrebbe potuto vincere o classificarsi in un concorso.
L'assassino ha un tatuaggio sul dorso raffigurante un drago, per omaggiare il suo alter ego. Nel compiere i suoi crimini, fa uso di coltelli ma anche di armi da fuoco. Il suo marchio caratteristico sono i morsi inflitti con una dentiera di canini affilati e taglienti basata sul calco della bocca di sua nonna. 

## Biografia del personaggio

### Antefatti
Francis Dolarhyde nasce a Springfield, Missouri, il 14 giugno 1938 da Marian Dolarhyde e Michael Tremont. Nato con un labbro leporino, Francis è abbandonato da entrambi i genitori, che divorziano poco dopo. Il bambino viene cresciuto in un orfanotrofio fino a cinque anni, quando sua nonna lo accoglie in casa sua per vendicarsi della figlia, la quale si è risposata con un ricco politico ed è restia a dare aiuto finanziario alla madre rimasta vedova. Servendosi dell'aspetto di Francis la signora Dolarhyde boicotta la carriera politica del genero, raccontando agli elettori la storia del nipote. La nonna sottopone Francis a gravi abusi fisici e psichici, motivo per cui viene in seguito dichiarata affetta da demenza e internata in una clinica. Forzatamente riconosciuto dalla madre, Dolarhyde si trasferisce a St. Louis, Missouri, nella casa della donna e del suo nuovo marito. Purtroppo è vittima di altri abusi poiché i fratellastri Ned, Victoria e Margaret, lo considerano colpevole della caduta in disgrazia del padre. Viene poi rispedito in orfanotrofio dopo aver ucciso il gatto di una delle sorellastre.
Di li a poco incomincia a torturare piccoli animali e fugge dall'orfanotrofio. A 17 anni viene arrestato per aver fatto irruzione in una residenza privata. Posto davanti a una scelta dal tribunale, Dolarhyde evita la prigione arruolandosi nell'esercito. Viene mandato in Giappone e nei paesi vicini, dove impara a sviluppare le pellicole ed usufruisce di un intervento di chirurgia estetica per il suo labbro leporino. Nonostante l'operazione rifiuta di guardarsi allo specchio per il resto della sua vita.
Tornato alla vita civile, si stabilisce a Chicago e ottiene un lavoro presso un laboratorio di sviluppo di pellicole, la Gateway Corp.. La sua follia omicida inizia dopo aver visto il dipinto di William Blake, Il grande drago rosso e la donna vestita col sole, da cui nasce la sua ossessione di essere in procinto di diventare "Il Drago". Durante un viaggio a Hong Kong se ne fa tatuare uno sulla schiena e, visto che per il suo labbro leporino è sempre stato costretto a portare una dentiera, se ne fa fabbricare una con denti appuntiti e taglienti come rasoi, che utilizza solo quando uccide.
Dolarhyde sceglie le sue vittime attraverso i filmati amatoriali mandati a sviluppare, che ha occasione di visionare al lavoro. Nell'arco di un mese dopo aver visto il quadro di Blake, uccide la famiglia Jacobi a Birmingham e la famiglia Leeds ad Atlanta.

### Il delitto della terza luna
L'agente dell'FBI Will Graham viene richiamato dal pensionamento anticipato da Jack Crawford, per aiutare gli agenti del Bureau nella cattura di un assassino seriale che agisce nelle notti di luna piena. Graham aveva precedentemente catturato il dottor Hannibal Lecter, restando traumatizzato. Dolarhyde ammira Lecter e, venuto a conoscenza che il profiler lo ha contattato, gli manda una lettera d'ammirazione firmandosi "signor D.". Graham aveva visitato Lecter, recluso in un manicomio criminale, nella speranza di ricevere aiuto per identificare "il Drago", o per definirne un profilo psicologico, ma era stato individuato e fotografato da un reporter del National Tattler, un giornale scandalistico.
L'agente si serve del National Tattler, facendo scrivere un articolo denigratorio al giornalista Freddy Lounds, ipotizzando che il killer sia un omosessuale impotente, presumibilmente frutto di un incesto e ridicolizzandolo col soprannome Fata dei denti, per provocarlo e indurlo a scoprirsi. Invece Dolarhyde, furibondo, rapisce Lounds, lo sevizia e lo brucia vivo.
Nel corso del romanzo Dolarhyde inizia una relazione con una collega di lavoro cieca di nome Reba McClane. Tra i due nasce un vero amore che, in un primo momento, sembra calmare gli impulsi omicidi di Francis, dandogli dei momenti di umanità mai provati nel corso della sua vita. Purtroppo la presenza di Reba esaspera l'altro lato della psiche dell'uomo che, disperato, nel tentativo di mantenere a freno se stesso e negare la sua natura violenta, si reca a Brooklyn e divora l'originale dipinto di William Blake, sperando che tale gesto distrugga il suo alter ego.
Il piano fallisce e fa solo ulteriormente infuriare l'altra metà della sua personalità. Dolarhyde uccide un collega che ha visto trattenersi con Reba davanti alla casa di lei. Rapisce la donna, la porta a casa sua e progetta di ucciderla e di suicidarsi dando fuoco alla dimora . All'ultimo minuto, però, decide di risparmiarla poiché non può sopportare di vederla morire e, apparentemente, si spara al volto con un fucile da caccia.
Soccorsa Reba e archiviato il caso, Graham scopre l'infanzia di Dolarhyde ed incomincia a provare compassione per l'assassino, spiegando alla McClane che, in fondo, l'uomo di cui si era innamorata non era un mostro ma "un uomo con un mostro sulle spalle".
Dolarhyde, tuttavia, è ancora vivo, avendo in realtà sfigurato la faccia del collega che aveva ucciso davanti alla casa di Reba. Approfittando dell'handicap di Reba, che non poteva sapere di chi fosse il cadavere accanto a sé, ha simulato la sua morte ed è fuggito. Desideroso di vendetta, il killer si reca in Florida, alla casa di Graham, dove riesce a ferirlo al volto con un coltello, prima che la moglie di Graham lo uccida sparandogli ripetutamente con la pistola del marito.

## Media

### Cinema
- Nel film del 1986 Manhunter - Frammenti di un omicidio, Dolarhyde (chiamato Dollarhyde) è interpretato da Tom Noonan. Nel finale viene ucciso a casa sua da Graham, che lo affronta, impedendogli di assassinare Reba McClane.
- Nel film del 2002 Red Dragon, Ralph Fiennes raffigura il personaggio in modo più simile al libro, impacciato e in lotta con sé stesso. Alla fine è ucciso da Graham e da sua moglie, dopo aver simulato la propria morte ed averli aggrediti in casa loro.

### Televisione
- Nella serie televisiva Hannibal Francis Dolarhyde è interpretato da Richard Armitage. Il personaggio compare negli ultimi 6 episodi della terza stagione. Nella serie viene ucciso congiuntamente da Will Graham e Hannibal.